# Касъмпаша СК
„Касъмпаша Спор Кулюбю“ (на турски: Kasımpaşa Spor Kulübü) е футболен клуб от град Истанбул, Турция.
Основан е под името „Алтънтуг“ през 1921 г.
Участва в Суперлига Турция. В турската суперлига играе за пръв път от 1959 г.
Домакинските си мачове играе на стадион „Реджеп Тайип Ердоган“, с капацитет 14 234 зрители.

## Успехи
- Купа на Турция:
  - 1/2 финалист (1): 2016/17

- Първа лига: (2 ниво)
  -  Победител в плейофа (3): 2006/07, 2008/09, 2011/12
- Втора лига: (3 ниво)
  -  Победител (1): 2005/06
- Трета лига: 4 (ниво)
  -  Победител (3): 1988/89, 1996/97, 2004/05

## Български футболисти
- Георги Сърмов: 2010/13 - (69 мача - 0 гола)
- Николай Димитров: 2010/12 - (58 мача - 16 гола)
- Васил Божиков: 2015/17 - (23 мача - 0 гола)
- Страхил Попов: 2016/20 - (125 мача - 1 гол)